# George Grube
Georges Maximilien Antoine Grube (2 agosto 1899 – 13 dicembre 1982) è stato un politico e attivista canadese. 
Era un classicista e traduttore di Platone, Aristotele, Longino e Marco Aurelio. È stato uno dei fondatori del Nuovo Partito Democratico del Canada e si è candidato senza successo per l'elezione come candidato dell'NDP alle elezioni federali canadesi.

## Biografia
Nacque ad Anversa, in Belgio, il 2 agosto 1899, e fu educato nel Regno Unito. Ha servito come traduttore per l'esercito belga, attaccato alla British Expeditionary Force durante la prima guerra mondiale. Ha frequentato l'Emmanuel College dell'Università di Cambridge, dove ha conseguito il master nel 1925.
Si trasferì in Canada nel 1928, per iniziare la sua carriera come professore di classici presso l'Università del Trinity College dell'Università di Toronto (UofT). Divenne capo del dipartimento di classici nel 1931.
Grube era un socialista e, dopo aver servito durante la prima guerra mondiale, si trasformò in un appassionato pacifista. Durante il suo mandato presso l'UofT, è stato coinvolto nel ramo di Toronto della League for Social Reconstruction (LSR), ricoprendo la carica di presidente dal 1934 al 1935. Quando la LSR prese il controllo della rivista quasi in bancarotta, Canadian Forum, Grube ne divenne l'editore dal 1937 al 1941. Fu durante il suo mandato alla rivista che divenne il principale mezzo di comunicazione per le pubblicazioni della LSR.
Dal 1944 al 1946, Grube è stato il presidente dell'esecutivo della Ontario Co-operative Commonwealth Federation (CCF), spesso in qualità di portavoce pubblico del partito dopo che il suo leader, Ted Jolliffe, ha perso il suo seggio nelle elezioni generali dell'Ontario il 4 giugno 1945. Ha anche corso senza successo diverse volte per la sede della Camera dei Comuni in quello che allora era conosciuto come il distretto elettorale di Broadview negli anni '40.
Nell'agosto 1961 fu uno dei co-presidenti che presiedevano la convenzione di fondazione del Nuovo Partito Democratico a Ottawa. Nel 1968 ha vinto l'Award of Merit dall'American Philological Association (APA) per il suo libro del 1965 The Greek and Roman Critics. L'APA gli ha conferito il premio per "l'eccezionale contributo alla borsa di studio classica". Due anni dopo, mentre era ancora a capo del dipartimento di classici, si ritirò dall'UofT nel 1970.
Ha continuato a scrivere nuove traduzioni delle opere di Platone fino alla sua morte. Nei suoi ultimi anni, ha avuto problemi di salute e alla fine ha ceduto a loro a Toronto il 13 dicembre 1982.

## Opere
- Il pensiero di Platone. Londra: Methuen, 1935.
- Il dramma di Euripide. Londra: Methuen, 1941.
- Sulla Grande Scrittura, traduzione di On the Sublime, di Longino. New York: Liberal Arts Press, 1957.
- Su Poesia e Stile, traduzione con introduzione de La Poetica, di Aristotele. New York: Liberal Arts Press, 1958.
- Un critico greco, traduzione con introduzione di Sullo stile, di Demetrio di Falero. Toronto: University of Toronto Press, 1961.
- Meditazioni, traduzione delle stesse di Marco Aurelio. Indianapolis: Bobbs-Merrill, 1963.
- I critici greci e romani. Toronto: University of Toronto Press, 1965.
- Come i greci guardavano alla letteratura. Cincinnati: University of Cincinnati Press, 1967.
- La Repubblica. Indianapolis: Hackett, 1974.
- Menone di Platone. Indianapolis: Hackett, 1976.
- Fedone di Platone. Indianapolis: Hackett, 1977.
- Cinque dialoghi, traduzione di Eutifrone, Apologia di Socrate, Critone, Menone e Fedone, di Platone. Indianapolis: Hackett, 1981.